# 스콜피언스
스콜피언스(Scorpions)는 독일 하노버에서 기타리스트 루돌프 쉥커에 의해 1965년 결성된 록 밴드이다. 밴드의 시작 이후, 그들의 음악 스타일은 하드 록, 헤비 메탈, 글램 메탈에서 소프트 록까지 다양했다. 1978년부터 1992년까지의 라인업은 그룹의 가장 성공적인 화신이었으며, 클라우스 마이네(보컬), 루돌프 쉥커(리듬 기타), 마티아스 얍스(리드 기타), 프란시스 부크홀츠(베이스), 헤르만 레어벨(드럼)이 포함되었다. 마이네는 스콜피언스의 모든 스튜디오 음반에 참여했지만, 쉥커가 유일하게 지속적인 멤버였고, 얍스는 1978년부터 꾸준히 멤버로 활동했으며, 베이시스트 파베우 마치보다와 드러머 미키 디는 각각 2003년과 2016년부터 밴드에 참여했다.
1970년대 중반 기타리스트 울리 존 로스(쉥커의 동생 미하엘을 대체)가 라인업에 포함되면서 스콜피언스의 음악은 하드 록으로 정의되었다. 1978년 로스가 떠난 후, 쉥커와 마이네는 이 그룹을 장악했고, 그들에게 음악을 작곡하고 가사를 쓸 수 있는 거의 모든 권한을 주었다.
스콜피언스는 전 세계적으로 1억 장 이상의 음반을 판매한 것으로 추정되며, 그들을 가장 많이 팔린 하드 록과 헤비 메탈 밴드 중 하나로 만든다. 그들의 가장 인정받는 히트곡 중 하나는 1980년대 후반과 1990년대 초반 동유럽의 정치적 변화와 베를린 장벽 붕괴를 상징하는 국가인 〈Wind of Change〉이며, 1,400만 장 이상의 판매량을 기록한 세계에서 가장 많이 팔린 싱글 중 하나로 남아 있다. 그들의 아홉 번째 스튜디오 음반 《Love at First Sting》의 두 곡인 〈Rock You Like a Hurricane〉과 〈Still Loving You〉는 헤비 메탈 음악과 록 발라드 모두에서 "록 찬송가"과 "진정한 사랑의 찬송가"로 정의되는 가장 영향력 있고 인기 있는 작품들 중 일부로 간주된다.

## 음반 목록

### 스튜디오 음반
- 《Lonesome Crow》 (1972)
- 《Fly to the Rainbow》 (1974)
- 《In Trance》 (1975)
- 《Virgin Killer》 (1976)
- 《Taken by Force》 (1977)
- 《Lovedrive》 (1979)
- 《Animal Magnetism》 (1980)
- 《Blackout》 (1982)
- 《Love at First Sting》 (1984)
- 《Savage Amusement》 (1988)
- 《Crazy World》 (1990)
- 《Face the Heat》 (1993)
- 《Pure Instinct》 (1996)
- 《Eye II Eye》 (1999)
- 《Unbreakable》 (2004)
- 《Humanity: Hour I》 (2007)
- 《Sting in the Tail》 (2010)
- 《Return to Forever》 (2015)
- 《Rock Believer》 (2022)